# 사진 필름

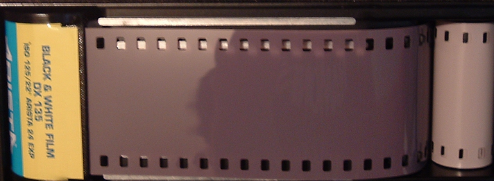
현상되지 않은 흑백필름, Arista제조 ISO 125/22°.

필름은 사진술에서 상을 기록하기 위하여 사용하는 얇은 막형태의 감광 소자를 의미한다. 필름의 단면은 셀룰로이드였으나 현재는 트리아세테이트나 폴리에스테르의 안전 베이스를 쓰고 있다. 감광 유제를 도포하고 그 위에 젤라틴 층이 있다. 유제층은 단층인 경우도 있으나 일반용은 저감도 유제에 고감도 유제를 도파한 중층유제를 쓰고 있다. 35mm 필름은 헬레이션 방지층이 없는 대신 얇은 그레이 베이스와 헬레이션 방지 작용을 시키고 있다. 필름은 촬영 후 보이지 않게 기록된 잠상을 화학약품을 이용한 현상을 통해 직접 투과 가능한 상으로 만들 필요가 있으며, 이 과정은 항상 일회용이다. 디지털 카메라의 등장으로 전문적 촬영이 아닐경우 잘 사용하지 않게 되었다. 건판, 인화지도 필름과 같은 원리로 상을 표현한다.
유제는 빛에 노출되면 점차 암화되지만, 이 과정은 매우 느리고 불완전하여 실용적으로 사용하기 어렵다. 카메라 렌즈를 통해 형성된 영상을 매우 짧게 노출시켜, 각 결정이 흡수한 빛의 양에 비례하는 미세한 화학적 변화를 일으킨다. 이로써 유제 안에 눈에 보이지 않는 잠상이 형성되고, 이는 화학적 현상 과정을 통해 가시적인 사진으로 전환된다.
가시광선 외에도, 모든 사진 필름은 자외선, X선, 감마선, 고에너지 입자에도 민감하다. 수정되지 않은 은염 결정은 가시광선 중 파란색 영역에만 반응하기 때문에, 특정 색상이 포함된 피사체는 부자연스러운 색조로 표현되곤 했다. 이 문제는 감광색소라는 특정 염료를 은염 결정에 흡착시킴으로써 해결되었다. 이 기술을 통해 필름은 파란색과 녹색에 민감한 오르토크로매틱(orthochromatic) 필름, 이후 가시광선 전 영역에 민감한 팬크로매틱 필름으로 발전하였다. 팬크로매틱 필름은 모든 색을 주관적인 밝기에 근접한 회색 음영으로 표현한다. 이와 유사한 기술을 통해 적외선(IR) 영역에 민감한 특수 목적의 필름도 개발되었다.
흑백 사진 필름은 일반적으로 하나의 은염(은 할라이드) 결정층으로 구성되어 있다. 노출된 은염 입자가 현상되면, 은염 결정은 금속 은으로 변환되며, 이는 빛을 차단하여 필름 네거티브에서 검게 보이는 부분을 형성한다.
컬러 필름은 최소한 세 개 이상의 감광층을 가지고 있으며, 각 층은 서로 다른 감광색소 조합을 포함하고 있다. 일반적으로 파란색에 민감한 층이 맨 위에 위치하고, 그 아래에는 남아 있는 파란빛이 하위 층에 영향을 주지 않도록 하는 노란색 필터층이 배치된다. 그 다음으로 녹색 및 파란색에 민감한 층과 빨간색 및 파란색에 민감한 층이 이어지며, 각각 녹색 이미지와 빨간색 이미지를 기록한다.
현상 과정에서는 흑백 필름과 마찬가지로 노출된 은염 결정이 금속 은으로 변환된다. 컬러 필름에서는 현상 반응 중 생성되는 부산물이 필름 내부 또는 현상액에 포함된 색소 형성제(color coupler)와 반응하여 색소 염료를 형성한다. 이 색소는 노출량과 현상 정도에 비례하여 생성되므로, 필름 내 색소 구름의 밀도는 원래의 빛의 세기와 정확히 대응한다.
현상이 완료된 후에는 표백 단계(bleach)를 통해 금속 은이 다시 은염으로 변환되며, 이후 정착(fixing) 과정에서 암모늄 티오황산염 또는 티오황산나트륨(하이포 또는 정착액) 용액으로 제거된다. 이로써 필름에는 색소 염료만 남게 되며, 이 색소들이 합쳐져 컬러 이미지를 형성한다. 후기 컬러 필름(예: Kodacolor II)에서는 12개에 달하는 유제층이 존재하며, 각 층마다 20종 이상의 화학 성분이 포함되어 있을 수 있다.
사진 필름과 영화용 필름은 구성과 감도 면에서는 유사하지만, 프레임 크기나 길이 등 다른 요소에서는 차이가 있다. 은염 사진 인화지도 필름과 유사한 원리를 따른다.
디지털 사진이 등장하기 전에는 필름에 촬영된 사진을 네거티브 또는 슬라이드 형태로 현상해야 했으며, 네거티브는 일반적으로 확대 인화 과정을 거쳐 양화(positive image)로 만들어졌다. 이 과정은 전문 사진 현상소에서 수행하는 것이 일반적이었지만, 많은 아마추어 사진가들도 직접 필름을 현상하였다.

## 일반적인 필름 크기
- 135 필름 — "35 mm" 가장 일반적으로 쓰이는 필름. 소형 카메라에 쓰임
- APS
- 110
- 126
- 127
- 120/220 — 60mm필름,중형 카메라에 쓰임.
- 시트 필름(Sheet film) — 롤필름의 형태가 아니라서 어댑터를 통해 낱장으로 사용되며. 대형 카메라에 쓰임
- 영화 필름(Motion picture films) — 8 mm, 16 mm, 35 mm,70 mm

## 제조 회사

### 생산중
- 포마(Foma) 체코
- 후지필름(Fujifilm) 일본
- 일포드(Ilford) 영국
- 럭키(China Lucky Film) 중국
- 아그파 독일
- 코닥(Kodak) 미국
- 켄트미어 영국
- 로모그래피(Lomography) 미국
- Cine Still 미국
- 야시카(YASHICA) 일본

### 단종
- 아독스
- 베르거
- 페라니아
- 코니카 미놀타
- 폴라로이드
- 마코
- ORWO
- 스베마
- 타스마

## 같이 보기
- 카메라